# Республиканский центр сейсмологической службы НАН Азербайджана
Республиканский центр сейсмологической службы НАН Азербайджана — является головной организацией, занимающейся исследованием и изучением землетрясений в Азербайджанской Республике. В Центре проводятся комплексные сейсмологические, геофизические, геохимические и геодинамические исследования.
На территории центра, действующего с 1998 года, действуют 84 сейсмических, 6 геофизических, 5 геохимических, 24 GPS станции.

## История
Первые инструментальные наблюдения в Азербайджане начались в начале XX века. В 1902 году после землетрясения в Шемахе братья Нобель, занимающиеся нефтяной промышленностью, обеспокоились из-за возможного влияния землетрясений на работу нефтяных месторождений. По их инициативе в том же году на территории Азербайджана в трёх местах были установлены сейсмические станции, и начали вестись инструментальные наблюдения..
Несмотря на то, что в период Советского Союза долгое время независимая деятельность сейсмологической службы на территории Азербайджана была запрещена, в 1979-м году решением Кабинета Министров Азербайджанской ССР и постановлением Национальной Академии Наук в Институте Геологии при НАНА в научном центре «Геофизика» была создана Партия Опытно-Методической Геофизики. В 1980-м году на этом основании было организована Опытно-Методическая Геофизическая Экспедиция. Экспедицией руководил член-корреспондент НАНА, доктор геолого-
минералогических наук Ариф Гасанов.
В 1999-м году постановлениями Кабинета Министров Азербайджанской Республики № 179 от 01.09.1998 и Президиума Азербайджанской Национальной Академии Наук № 22/2 от 17.12.1998 ОМГЭ был присвоен статус Центра Сейсмологической Службы при Национальной Академии Наук Азербайджана.
С 2008 года Республиканский центр сейсмологической службы возглавляет член-корреспондент НАНА, заслуженный деятель науки, доктор геолого-минералогических наук, профессор Гурбан Джалал оглы Етирмишли.

## Деятельность
Сейсмологические исследования РЦСС проводятся с помощью сети сейсмических станций, работающих со спутниковой связью. В центре проводятся комплексные сейсмологические, геофизические, геохимические и геодинамические исследования. На территории республиканского Центра сейсмологической службы при НАНА[12] действуют 84 сейсмических, 6 геофизических, 5 геохимических и 24 GPS станции. Одна из GPS-станций
расположена на скважине глубиной 8324 метра в Саатлинском районе Азербайджана. На основе сети мониторинга из 84 телеметрических сейсмических станций центр изучает сейсмический режим территории республики, закономерности распределения эпицентров землетрясений, динамику сейсмических процессов в очаговых зонах, выявляет активные части глубинных разломов и оценивает интенсивность землетрясений возможных максимально сильных землетрясения в этих районах. Изучается механизм возникновения очагов сильных землетрясений, оценивается сейсмический риск крупных городов, изучается сейсмичность районов крупных строительных объектов.
Отдел геофизических исследований РЦСС проводит комплексное исследование структур и особенностей проявления сейсмоаномальных эффектов в геофизических полях. Вариации напряжения геомагнитного поля, гравитации и гравитационного потенциала исследуются с помощью сети геофизических станций. На территории республики действуют 6 магнитометрических и 4 гравиметрических геофизических станции РЦСС.

## Структурные подразделения
Структурные подразделения Республиканского центра сейсмологической службы при НАНА:
- Отдел макросейсмических исследований
- Отдел динамики очагов землетрясений
- Бюро исследований землетрясений
- Отдел инженерной геологии и сейсмического микрорайонирования
- Эпицентральное отделение
- Отдел магнитометрии
- Отдел геодинамики
- Отдел анализа и интерпретации сейсмологических материалов
- Отдел гравиметрии
- Отдел научных связей
- Отдел комплексных геохимических исследований
- Инструментальный отдел
- Отдел геоэкологии
- Сейсмология
- Отдел научных исследований сейсмологических и геофизических
- исследований
- Информационный отдел
- Отдел международных отношений

## Международные отношения
РЦСС сотрудничает с сейсмологическими центрами около 30 зарубежных стран, такими как Европейско-Средиземноморский сейсмологический центр, Объединенный институт сейсмологических исследований, Европейский центр сейсмологических наблюдений и исследований, Европейская сейсмологическая комиссия Европейская ассоциация геофизиков и Американская ассоциация геофизиков. 1 марта 2018 года в Анкаре совместно с сейсмологическими центрами близлежащих и соседних стран был подписан меморандум «Обмен сейсмологическими данными в режиме реального времени». 3 декабря 2021 года подписан Протокол Соглашения о расширении двустороннего сотрудничества и реализации совместных проектов между Управлением по землетрясениям Агентства по стихийным бедствиям и чрезвычайным ситуациям (AFAD) МВД Турции и Республиканской сейсмологической службой. Сервисный центр при НАНА.
В 2014 году в Центре сейсмологической службы при НАНА была создана лаборатория «Международной сейсмотографии» совместно с Ливерморской национальной лабораторией имени Э. Лоуренса, Университетом науки и технологи штата Миссури и Университетом штата Мичиган в США.

## Директора
- Ариф Гасанов — в 1998—2008 гг.
- Гурбан Етирмишли — с 2008 года по настоящее время.